# Khert-Neter
Khert-Neter ist eine finnische Death-Metal-Band aus Lappeenranta, die 1996 gegründet wurde. Anfänglich noch als namenloses Projekt war die Band später eine Zeit lang erst als Kalmisto aktiv.

## Geschichte
In den Jahren 1996 und 1997 begann Tommi Havo mit den Arbeiten zu einem Death-Metal-Projekt. Während sie in anderen Projekten in Lappeenranta tätig waren, nahmen Havo sowie der Bassist Jyri Vahvanen sowie der Schlagzeuger Jarkko „Gortaur“ Heilimo Ende der 1990er Jahre ein paar Demos auf. Hierbei nannte sich die Band noch Kalmisto, wurde jedoch noch nicht ernsthaft betrieben.
Kurz nach den Aufnahmen wurde das griechische Label ISO666 Releases auf die Band aufmerksam. Nachdem die Band ihren Namen in Khert-Neter geändert hatte, erschienen die Demos im Jahr 2000 als Debütalbum Arrival of the Funeral Dogs. Danach stieß Enrico Huovinen als neuer Schlagzeuger dazu. 2001 begab sich die Gruppe in die Music-Bros Studios, um sechs neue Songs aufzunehmen. Diese Lieder dienten ausschließlich Promotion-Zwecken aufgenommen, weshalb sie offiziell nie veröffentlicht wurden. Danach verließ Vahvanen die Gruppe. Statt eines neuen Bassisten wurde daraufhin jedoch der Gitarrist Vesa Kääpä eingestellt. 2002 kam Anssi Mäkinen als neuer Bassist dazu, ehe sich die Band erneut in die Music-Bros Studios begab, wo ein Demo, das drei Lieder enthält, aufgenommen wurde. Das Demo wurde in geringer Stückzahl veröffentlicht. Danach kam Lars Holm, ein Graphikdesigner der zuvor mit der Band zusammengearbeitet hatte, als neuer Sänger zur Besetzung. Im Anschluss begannen die Arbeiten zum nächsten Album Images of Khepri, das Anfang 2005 aufgenommen wurde. Als Produzenten waren Kääpä und Havo tätig. Das Album wurde im selben Jahr bei dem bandeigenen Label Khert-Neter Productions veröffentlicht. Über Dynamic Arts Records wurde der Tonträger weltweit vertrieben. 2007 wurde zu dem Song Everdreaming God ein Musikvideo erstellt. Gegen Ende des Jahres begannen die Arbeiten zu einer EP, die Holy Among the Gods heißen sollte. Die EP erschien jedoch 2009 unter dem Namen Sekhmet the Destroyer.

## Stil
Patrick „Päddl“ Weinstein von metal-district.de schrieb in seiner Rezension zu Arrival of the Funeral Dogs, dass hierauf klassischer Death Metal im US-amerikanischen Stil enthalten ist. Die Songs würden „zwischen Blastbeats und Mid-Tempo Riffing“ pendeln, wobei jedoch der schnelle Anteil überwiege. Die Lieder würden sich dabei meist stark ähneln. Der Gesang sei zwar nicht sehr tief, dafür aggressiv.

## Diskografie
- 2000: Arrival of the Funeral Dogs (Album, ISO666 Releases)
- 2003: Images of Khepri (Demo, Eigenveröffentlichung)
- 2005: Images of Khepri (Album, Khert-Neter Productions)
- 2009: Sekhmet the Destroyer (EP, Eigenveröffentlichung)